# Wenn du mich siehst
Wenn du mich siehst ist ein Lied des österreichischen Rappers RAF Camora, in Kooperation mit der deutschen Rapperin Juju. Es erschien am 20. August 2021 als zweite Singleauskopplung aus Zukunft II, der Wiederveröffentlichung von RAF Camoras siebtem Studioalbum Zukunft.

## Hintergrund
Ende Juni / Anfang bis Mitte August wurden Juju und RAF Camora immer wieder gemeinsam gesehen und es machten Bilder die Runde, wo sie sich verliebt in die Augen sahen. Viele Fans gingen von einer gemeinsamen Affäre aus. Am 16. August 2021 veröffentlichte Juju einen Chatverlauf mit RAF Camora, in welchem zu sehen ist, wie sich die beiden über den Song unterhalten. Daraufhin kündigten sie die Single erstmals offiziell an.

## Veröffentlichung und Inhalt
| Liedteil   | Künstler         |
| Intro      | RAF Camora       |
| Hook       | RAF Camora       |
| 1. Strophe | RAF Camora       |
| Hook       | RAF Camora, Juju |
| 2. Strophe | Juju             |
| Hook       | Juju, RAF Camora |
| Outro      | RAF Camora       |

Die Single ist die allererste Zusammenarbeit der beiden Rapper. Die Single erschien am 20. August 2021 im Album Zukunft II, welches im Oktober 2021 erscheinen soll. Der Titel ist 2:54 Minuten lang und wurde von den beiden Produzenten bzw. dem Produzentenduo von The Cratez und The Royals produziert.

## Mitwirkende
| Liedproduktion - RAF Camora, Juju: Text - RAF Camora, The Cratez, The Royals: Komposition - The Cratez, The Royals: Produktion - Lex Barkey, Menju: Abmischung, Mastering - Shaho Casado, Noah Kayma: Regisseur (Musikvideo) | Unternehmen - Indipendenza: Musiklabel |

## Musikvideo
Das Musikvideo erschien zeitgleich zur Single auf YouTube. Bis heute zählt es 19 Millionen Aufrufe (Stand: März 2025). Aufgenommen wurde es unter anderem in Dubai und Wien. Gedreht wurde das Musikvideo von Shaho Casado, welcher der reichweitenstärkste Musikvideo-Regisseur in der Deutschrap-Szene ist.

## Rezeption

### Charts und Chartplatzierungen
Wenn du mich siehst stieg am 27. August 2021 auf Platz zwei in die deutschen Singlecharts ein und musste sich nur Enter Sandman von Metallica geschlagen geben, das mit einer CD-Wiederveröffentlichung, deren Einnahmen den Opfern der Hochwasserkatastrophe 2021 zugutekommen, zum 30-jährigen Jubiläum erneut in die Charts stieg. Darüber hinaus war das Lied für eine Woche der erfolgreichste deutschsprachige Titel in den Singlecharts, womit es die Chartspitze der deutschen deutschsprachigen Charts anführte. RAF Camora führte diese Chartliste zum zehnten Mal an, für Juju ist es der vierte Nummer-eins-Hit in diesen Charts. In Österreich debütierte die Single auf Rang drei der Hitparade. In der Schweizer Hitparade erreichte der Song in der ersten Woche mit Rang sechs seine höchste Notierung.
In den deutschen Single-Jahrescharts 2021 belegte der Song Platz 81.
| ChartsChartplatzierungen | Höchstplatzierung | Wochen |
| ------------------------ | ----------------- | ------ |
| Deutschland (GfK)        | 2 (14 Wo.)        | 14     |
| Österreich (Ö3)          | 3 (7 Wo.)         | 7      |
| Schweiz (IFPI)           | 6 (7 Wo.)         | 7      |

| ChartsJahrescharts (2021) | Platzierung |
| ------------------------- | ----------- |
| Deutschland (GfK)         | 81          |

Auf der Streaming-Plattform Spotify verzeichnet das Lied bisher mehr als 73 Millionen Streams (Stand: März 2025).

### Auszeichnungen für Musikverkäufe
Im Januar 2022 wurde das Lied in Österreich mit einer Goldenen Schallplatte für mehr als 15.000 Verkäufe ausgezeichnet. Im April desselben Jahres folgte in Deutschland eine Goldene Schallplatte für über 200.000 verkaufte Einheiten.
| Land/Region        | Auszeichnungen für Musikverkäufe (Land/Region, Auszeichnung, Verkäufe) | Verkäufe |
| ------------------ | ---------------------------------------------------------------------- | -------- |
| Deutschland (BVMI) | Gold                                                                   | 200.000  |
| Österreich (IFPI)  | Gold                                                                   | 15.000   |
| Insgesamt          | 2× Gold ·                                                              | 215.000  |